# Kościół Matki Bożej Nieustającej Pomocy i św. Piotra Rybaka w Gdyni
Kościół Matki Boskiej Nieustającej Pomocy i świętego Piotra Rybaka w Gdyni – rzymskokatolicki kościół parafialny znajdujący się w gdyńskim Śródmieściu. Parafia należy do dekanatu Gdynia-Śródmieście archidiecezji gdańskiej.
Jest to budowla dwukondygnacyjna wybudowana w latach 1972−1977 przez ojców redemptorystów. Spośród innych gdyńskich kościołów wyróżnia się elipsoidalnym kształtem a także witrażami o bogatej kolorystyce i tematyce morskiej. Ołtarz w kościele umieszczony jest na południowym wschodzie
Kościół znajduje się w gminnej ewidencji zabytków miasta Gdyni

## Historia
W dniu 1 sierpnia 1972 roku została złożona w Prezydium Miejskiej Rady Narodowej Gdyni prośba o wydania pozwolenia na rozpoczęcie budowy świątyni. Już w dniu 4 sierpnia 1972 roku Redemptoryści otrzymali decyzję AB-IV-601/387/72 o wydaniu pozwolenia na budowę świątyni oraz zatwierdzenie inżyniera Stanisława Paprockiego na stanowisku kierownika budowy oraz Klemensa Barlika na stanowisku majstra. W dniu 1 sierpnia 1972 roku ruszyły prace przy palowaniu terenu pod świątynię, ponieważ tego wymagała trwałość posadowienia kościoła na podłożu torfowym. Prace palowania zostały wykonane we własnym zakresie, sprzętem wypożyczonym od Pana Palmąki z Gdyni. Do grudnia 1972 roku zostały wykonane prace palowania 231 pali na głębokość 9 metrów oraz zostały zabetonowane ławy fundamentowe świątyni. W dniu 6 maja 1973 roku odbyła się podniosła uroczystość poświęcenia i wmurowania kamienia węgielnego w ściany wejściowe do górnej świątyni. Kamień węgielny został przywieziony z Bazyliki świętego Piotra w Rzymie. Uroczystościom przewodniczyli: ksiądz biskup Ordynariusz Bernard Czapliński, ks. biskup Zygfryd Kowalski a także O. Generał Tarcisio Amaral z Rzymu, ojcowie pracujący przez wie lat w Gdyni, duchowieństwo z dekanatu Gdynia-Południe i Gdynia-Północ a także liczne rzesze wiernych z Gdyni. Była to wielka i podniosła uroczystość, która przyczyniła się do przyspieszenia budowy świątyni. Ojciec Edward Ryba budowniczy świątyni wykazał się fachowością z dziedziny budownictwa sakralnego i wielką odpowiedzialnością, pomimo wielu nieprzyjemności ze strony władz. Grożono nawet zatrzymaniem prac budowlanych. Ojciec Ryba odniósł także wielkie zasługi jako kapelan podczas Zrywu Solidarności. W momentach trudnych dla historii naszego kraju udzielał strajkującym duchowej i materialnej pomocy. W dniu 26 lipca 1974 roku przez władze kościelne i państwowe została zatwierdzona samodzielna parafia portowa przy kościele Ojców Redemptorystów. W dniu 15 lipca 1977 roku świątynia została konsekrowana przez wspomnianego wyżej biskupa Bernarda Czaplińskiego z udziałem Ojców Redemptorystów, ojca Generała Józefa Pfaba a także wielu Redemptorystów z całej prowincji jak również bardzo licznie zgromadzonych parafian.

## Witraże
Witraże utrzymane w barwach morskich tworzą nastrój radosny i wzniosły, zachęcają do modlitwy i jednoczą nas z Bogiem. Witraże zostały zaprojektowane przez Marię i Jerzego Skąpskich z Krakowa, natomiast zostały wykonane przez państwo Zarzyckich również pochodzących z Krakowa. Witraż w prezbiterium nad tabernakulum przedstawia wybuch pramaterii na początku świata, oraz zwycięstwo Chrystusa podczas ostatecznego przyjścia na świat. Przednia część witraży ukazuje zapowiedź Chrystusa dotyczącą śmierci i zmartwychwstania. Scena Jonasza i dużej ryby zapowiada zwycięstwo Chrystusa Zmartwychwstałego. Lewa strona witraży ukazuje sceny ze Starego Testamentu: ideę stworzenia świata oraz dramat grzechu pierworodnego, w którym Bóg przepowiada zwycięstwo Niepokalanej nad szatanem. Pochód Izraelitów przez pustynię nawiązuje także do naszej pielgrzymki w życiu doczesnym, w świecie, też trudnej i często w naszych oczach zagadkowej. Prawa strona witraży nawiązuje do wydarzeń z Nowego Testamentu. Jezus uciszający burzę na morzu, ratujący św. Piotra od utonięcia, przekonuje apostołów i wiernych o Swoim Bóstwie i Swej Nieskończonej Mocy i Miłości. Chrzest Chrystusa oznacza zachętę wszystkich ludzi do pójścia Jego drogą. Rozesłanie apostołów jako misjonarzy Redemptorystów symbolizuje ewangelizowanie współczesnego świata wzorem Ojca Świętego Jana Pawła II i męczennika polskiego księdza Jerzego Popiełuszki znajdujących się na witrażach nad chórem